# Parorectis callosa
Parorectis callosa är en skalbaggsart som först beskrevs av Karl Henrik Boheman 1854.  Parorectis callosa ingår i släktet Parorectis och familjen bladbaggar. Inga underarter finns listade i Catalogue of Life.